# Karl-Heinz Götze (Politiker)
Karl-Heinz Götze (* 31. August 1917 in Bremen; † 19. November 1976 in Bremen) war ein Bremer Politiker (SPD) und Gewerkschaftsfunktionär. 

## Biografie

### Ausbildung und Beruf
Er besuchte die Oberrealschule Dechanatstraße in Bremen und schloss mit dem Abitur ab. Als Soldat diente er im Zweiten Weltkrieg. Nach dem Krieg war er bis um 1950 als Angestellter für die US-Besatzungsmacht im Haus des Reichts tätig.  
Er war Mitglied der Gewerkschaft ÖTV. 1953 wurde er zum Sekretär des DGB berufen. In der Gewerkschaft war er Mitglied im Tarifausschuss des Landes Bremen.
Seit 1971 – nach der Abgeordnetentätigkeit – wurde er Direktor der Gesellschaft für öffentliche Bäder in Bremen.

### Politik
Götze trat 1949 der SPD bei. Vom 11. Oktober 1959 bis 1967 wurde er in die Bremer Bürgerschaft gewählt. In den 1960er Jahren war er Mitglied und Vorsitzender des Haushaltsausschusses und Mitglied der Finanzdeputation der Bürgerschaft. Als Politiker war er ein sehr enger Vertrauter des damals mächtigen SPD-Fraktionsvorsitzenden Richard Boljahn.

### Weitere Mitgliedschaften
- Vollversammlung der Arbeitnehmerkammer Bremen
- Aufsichtsrat der Bremischen Gesellschaft zur Förderung des Wohnungsbaues